# Escrita criativa
Escrita criativa é uma prática literária e uma disciplina acadêmica que incentiva a originalidade e a expressão pessoal através da escrita. Ela abrange uma ampla gama de formas e estilos literários, incluindo ficção, poesia, teatro e outros formatos narrativos.
Escrita criativa também é uma expressão usada para designar:
a) Toda a escrita literária (textos literários), nomeadamente poemas, contos, novelas, romances, textos dramáticos, guiões;
b) A disciplina ou área do saber que visa a transmissão e prática dessas técnicas, regra geral no contexto de uma oficina, laboratório ou curso.
Para compreender o primeiro sentido da expressão escrita criativa, é necessário distinguir diferentes tipos de escrita, especialmente aquela que se utiliza do domínio da imaginação, em contraste com a escrita geral. A falta de especificidade do termo é parcialmente intencional porque pretende incluir no processo de escrita toda a gente que a isso se disponha, assegurando assim que géneros não tradicionais (por exemplo, escrita de grupos marginalizados, escrita experimental, ficção desregrada, etc.) não sejam excluídos de consideração e apreciação.

### História
A prática de escrita criativa tem raízes profundas na literatura mundial, com exemplos que remontam aos antigos poetas gregos e continuam através de figuras renascentistas como William Shakespeare. No século XX, a escrita criativa ganhou formalização através de cursos e oficinas que buscavam sistematizar e ensinar as técnicas literárias de maneira acadêmica.

### Na academia
O termo escrita criativa também é usado para designar o ensino da literatura como ofício e arte dentro da universidade. Pelo mundo, diversas instituições oferecem programas que trabalham com a formação do escritor, usando o ambiente acadêmico para fomentar a criatividade e o aprimoramento da técnica por meio da troca de experiência com colegas e outros profissionais.
No Brasil, a PUCRS, que já ofertava a prestigiada oficina literária do professor Luiz Antonio de Assis Brasil, passou, em 2011, a oferecer mestrado e doutorado em Escrita Criativa. No mesmo ano o Instituto Vera Cruz abriu a pós-graduação Formação de Escritores. Os dois são os primeiros cursos acadêmicos em nível de pós-graduação a serem oferecidos no Brasil. 
Com o reconhecimento da linha de pesquisa em Escrita Criativa pelo MEC, nos últimos anos foram abertos os cursos de graduação em Escrita Criativa em três centros universitários brasileiros: na PUC-RJ, na PUCRS e no Instituto Vera Cruz. 

### Oficina Literária
Trata-se de uma atividade exercida há muito tempo, porém só formalizada em cursos no início do século XX. O nome mais comum adotado para esta prática é Oficina Literária, mas encontramos também termos sinônimos como: escola de escritores, laboratório de textos, de redação criativa, etc. Nos Estados Unidos, tais cursos são chamados de creative writing e foram incluídos nos currículos das faculdades de letras desde a década de 1930. Na França, os denominados ateliers d`ecritures recebem tratamento semelhante.
"Os Estados Unidos detêm o pioneirismo no ensino de Escrita Criativa. O país mantém a oficina de escrita mais antiga do mundo em funcionamento — da Iowa University, oferecida pela primeira vez em 1897, como curso livre — e também o primeiro programa de especialização de que se tem notícia — aberto em 1936 pela mesma universidade. À sua criação seguiram-se muitos outros cursos em Creative Writing pelo país, como os de Columbia, Chicago e Syracuse. As oficinas de escrita começaram a se popularizar já nos anos 1940, alcançando a marca de algumas dezenas de cursos na década de 1970. Nos anos 1980, o número mais que dobrou, passando de cem. Na virada do milênio, chegava a 300 e, dez anos depois, mais de 400 cursos eram ofertados em solo estadunidense."

### Técnicas de Escrita Criativa

#### Ponto de Vista Narrativo
O ponto de vista (POV) é crucial na escrita criativa. Ele determina através de qual perspectiva a história é contada, podendo ser em primeira pessoa, segunda pessoa ou terceira pessoa. Cada escolha oferece diferentes vantagens e limitações, influenciando profundamente a conexão entre o leitor e a narrativa.

#### Criação de Personagens
Personagens bem desenvolvidos são essenciais para a escrita criativa. Técnicas como diálogos realistas, descrições físicas e psicológicas detalhadas e desenvolvimento de background ajudam a criar figuras memoráveis e críveis.

#### Estrutura Narrativa
A estrutura de uma obra criativa pode seguir modelos tradicionais como o arco narrativo clássico (exposição, conflito, clímax, resolução) ou explorar formatos não lineares e fragmentados para criar suspense ou profundidade emocional.

#### Uso de Metáforas e Símbolos
Metáforas e símbolos enriquecem o texto ao conferir camadas adicionais de significado. A habilidade de usar a linguagem figurada de maneira eficaz permite ao escritor transmitir complexidades emocionais e temas universais de forma concisa.

### Educação e Prática
Muitas universidades e escolas literárias oferecem cursos de escrita criativa que abordam desde fundamentos básicos até técnicas avançadas. Esses programas são projetados para ajudar escritores a desenvolver suas habilidades e a encontrar sua voz única.

#### Oficinas Literárias
Oficinas literárias são um componente central da educação em escrita criativa. Nesses encontros, escritores apresentam seus trabalhos, recebem feedback de colegas e instrutores e aprendem a refinar seu estilo e conteúdo.

### Exemplos Notáveis
- Virginia Woolf e seu uso inovador do fluxo de consciência.
- Gabriel García Márquez, que popularizou o realismo mágico.
- Raymond Carver, conhecido por seu minimalismo e precisão.

### Conclusão
A escrita criativa não apenas enriquece o panorama literário, mas também oferece uma válvula de escape para a expressão pessoal e a exploração artística. Ao continuar a evoluir e adaptar-se às novas vozes e tecnologias, a escrita criativa permanece como uma forma vital de arte e comunicação.